# Дэйв Бентон
Дэйв Бе́нтон (эст. Dave Benton, настоящее имя — Эфрен Эже́н Бени́та; род. 31 января 1951, о. Аруба, Кюрасао и зависимые территории, Королевство Нидерландов) — эстонский музыкант и поп-певец, в дуэте с Танелем Падаром победивший в конкурсе песни Евровидение 2001 в Копенгагене.

## Биография
Родился в 1951 году на острове Аруба, бывшим в то время колонией Королевства Нидерландов (в 1954—1986 остров входил в состав автономии Нидерландские Антильские острова). Корни его отца — в Зимбабве, а матери — в Польше.
Начал артистическую карьеру на Арубе. В возрасте 25 лет отправился в США, в столицу шоу-бизнеса Лас-Вегас, где выступал в различных шоу-программах, в том числе пел в группах The Drifters, The Platters и у Тома Джонса. Переехав в Нидерланды, участвовал там в различных шоу-проектах. В 1994 году принял предложение участвовать в мюзикле «City Lights» в Берлине. Помимо работы в Германии, выступал также в других европейских странах.
С 1997 года живёт в Эстонии. После совместной с Танелем Падаром победы в конкурсе Евровидение-2001 становится одним из самых знаменитых поп-музыкантов Эстонии. На конкурсе Бентон и Падар исполнили песню «Everybody», а в выступлении участвовала также группа «2XL». При этом Бентон стал первым и единственным темнокожим исполнителем, победившим на Евровидении. В конце того же года выпустил свой первый сольный альбом «From Monday to Sunday».

## Семья
Живя в Нидерландах в 1980-х годах, познакомился со своей нынешней супругой — эстонкой Марис, в браке с которой у него родились две дочери — Сисси и Лиза.